# بولینوواتس
بولینوواتس (به صربی: Bulinovac) یک روستا در صربستان است که در Knjaževac واقع شده‌است. بولینوواتس ۱۹۴ نفر جمعیت دارد.